# Sutri
Sutri es un comune de Italia perteneciente a la provincia de Viterbo, en la región de Lacio. Tiene una población estimada de 6712 habitantes (ISTAT 2025).

## Demografía
En 2009 tenía 6405 habitantes.
| Gráfica de evolución demográfica de Sutri entre 1861 y 2001 |
|                                                             |
| Fuente ISTAT - elaboración gráfica de Wikipedia             |